# Vilela (Amares)
Vilela ist ein Ort und eine ehemalige Gemeinde im Norden Portugals.
Vilela gehört zum Kreis Amares im Distrikt Braga. Die Gemeinde hatte eine Fläche von 2,8 km² und 297 Einwohner (Stand 30. Juni 2011).
Am 29. September 2013 wurden die Gemeinden Vilela, Paredes Secas und Seramil zur neuen Gemeinde União das Freguesias de Vilela, Seramil e Paredes Secas zusammengefasst. Vilela ist Sitz dieser neu gebildeten Gemeinde.